# Галлоуэй

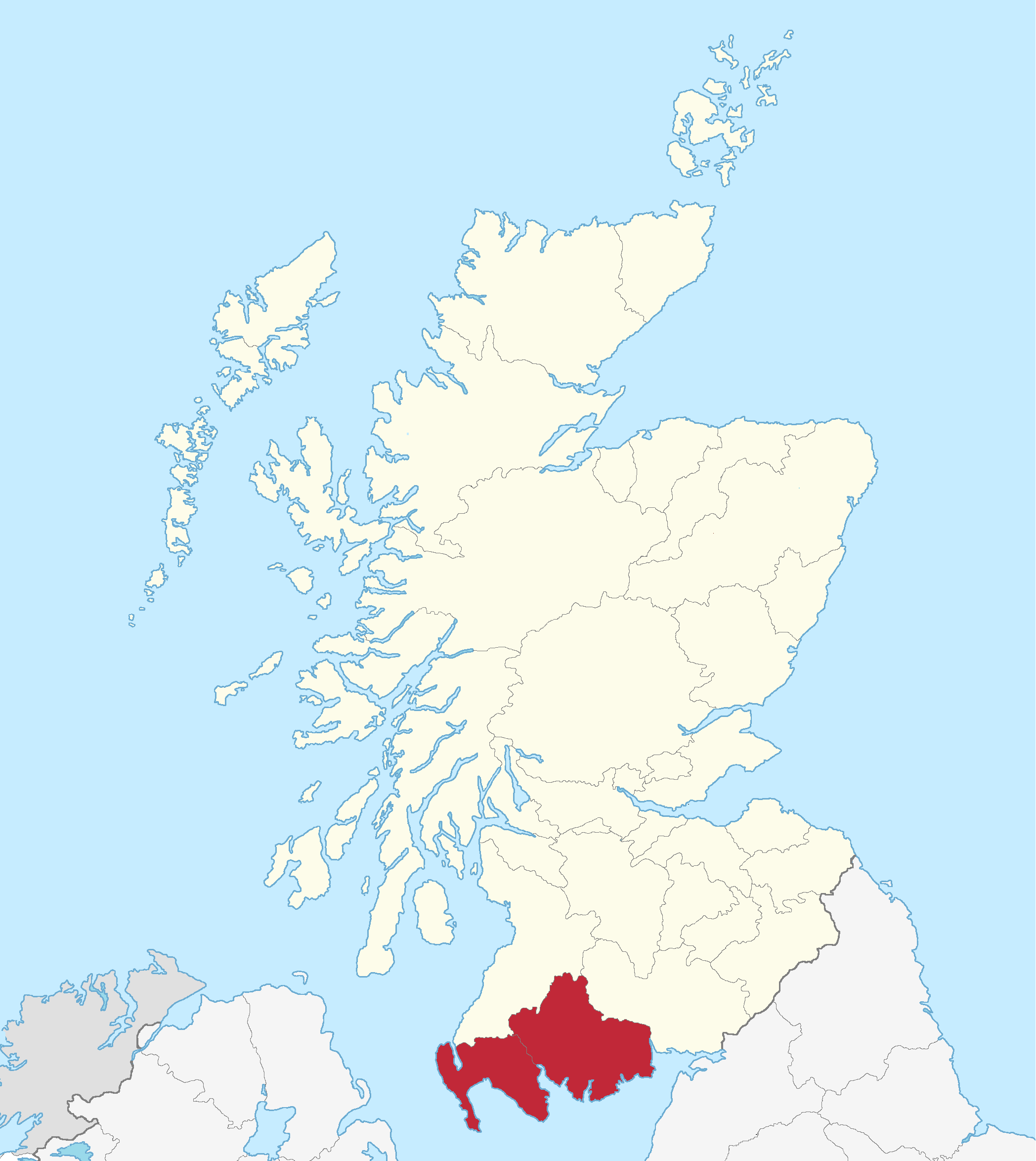
Галлоуэй на карте Шотландии

Галлоуэй (гэльск. an Gall-Ghàidhealaibh, произносится [əŋ ɡaul̪ˠɣəl̪ˠəv] или Гэлоба) — область в юго-западной Шотландии. Существует общее мнение, что Галлоуэй происходит от названия Галл-Гайдел.

## География

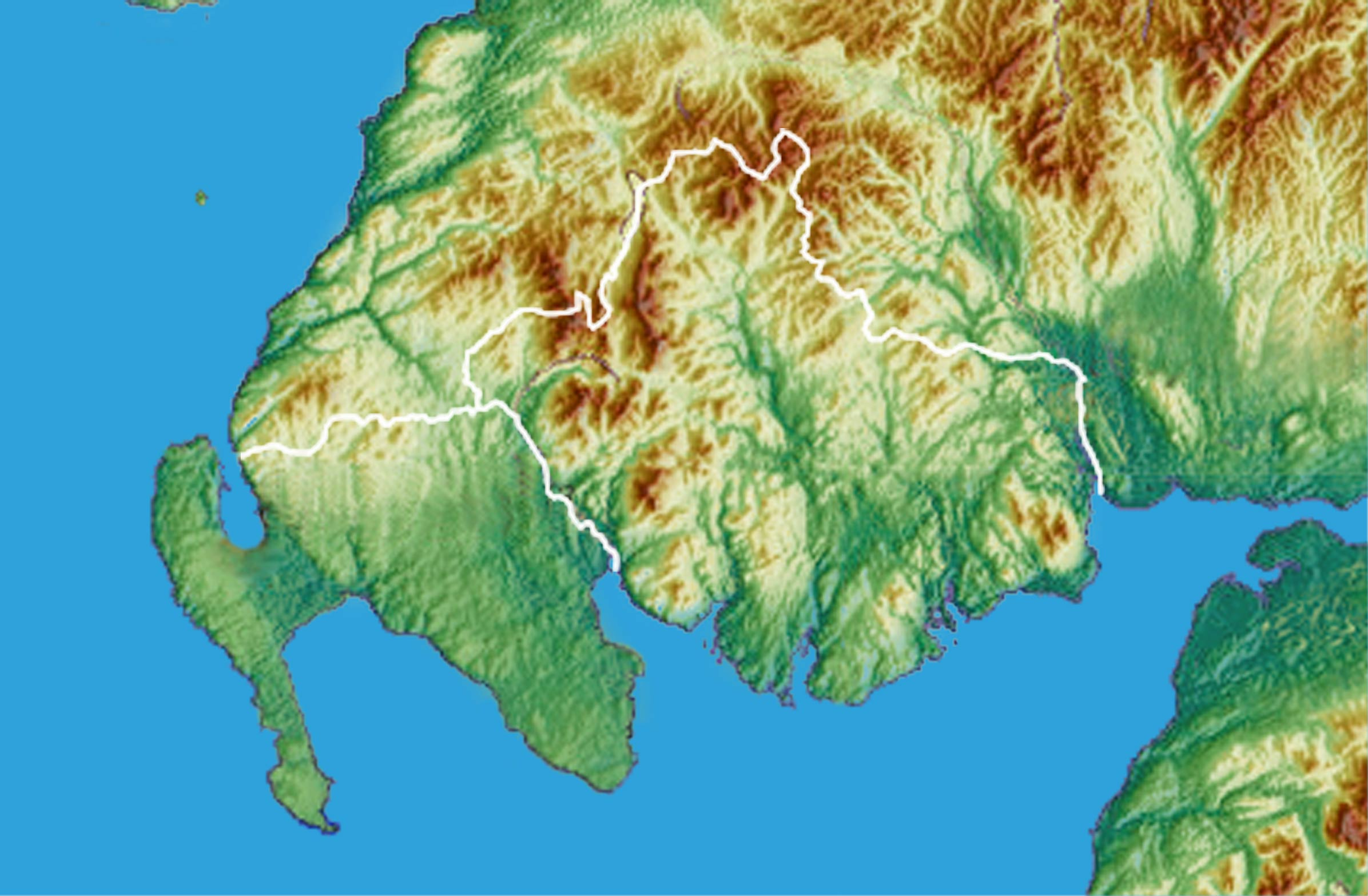
Топографическая карта юго-западной Шотландии

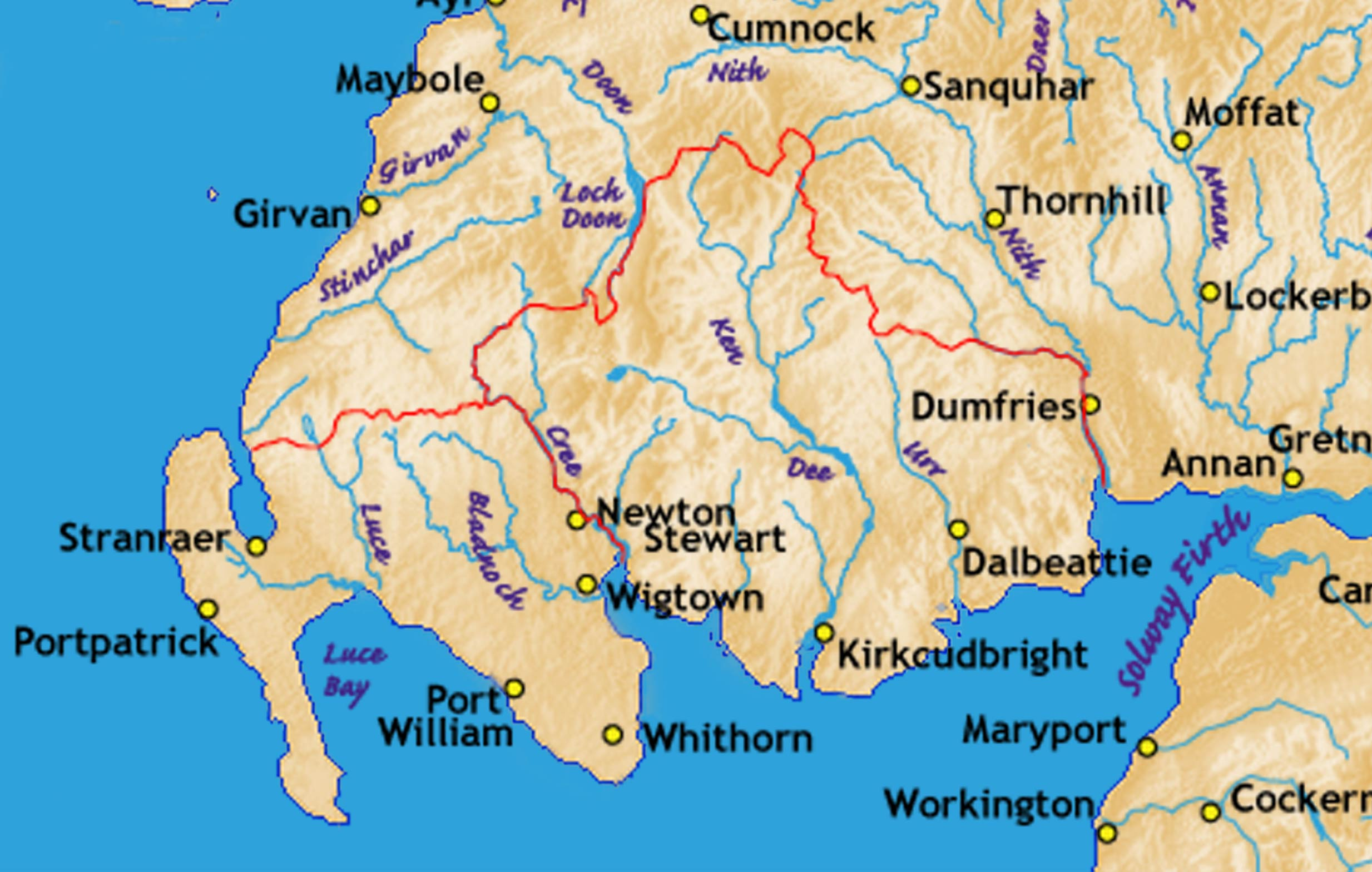
Главные реки и некоторые города

Галлоуэй включает в себя часть Шотландии на юг от водораздела Южной возвышенности и к западу от реки Нит. В целом ландшафт скалистый, почва неглубокая. Южное побережье обладает мягким и влажным климатом, что делает его хорошим для пастбищ. Северный Галлоуэй — скалистая территория, которая образует самую большую дикую местность на юге Шотландского Высокогорья.